# جنگل برگنتس
جنگل برگنتس (به آلمانی: Bregenzerwald , تلفظ [ˈbʁe:ɡɛnt͡sɐˌvalt] () یکی از مناطق اصلی در ایالت فورارلبرگ است.

## جغرافیا
ساکنان منطقه اغلب جنگل برگنتس را به دو منطقه اصلی تقسیم می‌کنند، وردروالد و هینتروالد. وردروالد، با تپه‌ها و کوه‌های کم ارتفاع، نزدیک‌ترین به دره راین است. هینتروالد دارای کوه‌های بلندتر با ارتفاعات تا ۲۰۰۰ متر است. هر یک از این دو منطقه دارای تنوع گویش‌های متمایز خود هستند.

### روستاها

شهرداری‌های جنگل برگنتس

روستاهای اصلی در جنگل برگنتس بتسو (پایتخت محلی)، البرس‌چواند و اگ هستند.
جنگل برگنز پایین (Vorderer Bregenzerwald) (قرمز)
1. آلبرشونده
2. دورن
3. سولزبرگ
4. لانگنگ
5. کرومباخ
6. ریفنسبرگ
7. لینگناو
8. هیتیسائو
9. زیبراتسگ فال

جنگل بالای برگنز (هینترر برگنزروالد) (آبی)
1. اگ
2. اندلزبوچ
3. شوارتزنبرگ
4. بزائو
5. روته
6. بیزائو
7. ملاو
8. شنپفاو
9. طلا
10. دامولز
11. شوپرنائو
12. شروکن
13. وارث